# أوليغ سامسونوف
أوليغ سامسونوف (الروسية: Самсонов, Олег Иванович) (7 سبتمبر 1987 بنوفوفورونيج في روسيا - ) هو لاعب كرة قدم روسي في مركز الوسط. شارك مع منتخب روسيا تحت 21 سنة لكرة القدم ومنتخب روسيا الثاني لكرة القدم. أما مع النوادي، فقد لعب مع زينيت سانت بطرسبرغ ونادي كراسنودار ونادي كريليا سوفيتوف سامارا وفاكل فارونيش ‏ ونادي تيومين ‏ وFC Krasnodar-2 ‏ وسبورتاكادمكلوب موسكو ‏ وسبارتاك نالتشيك ونادي خيمكي.

## وصلات خارجية
- أوليغ سامسونوف على موقع قاعدة بيانات كرة القدم.إي يو (الإنجليزية)
- أوليغ سامسونوف على موقع Soccerway.com (الإنجليزية)